# Tiago da Rocha Vieira
Tiago da Rocha Vieira, mais conhecido como Tiaguinho (Trajano de Moraes, 4 de junho de 1994 — La Unión, 28 de novembro de 2016), foi um futebolista brasileiro que atuou como atacante.

## Vida pessoal
Tiago conheceu sua esposa na escola, quando ele tinha 14 anos e ela 12. Quando Graziele terminou a escola, ele estava feliz. Assim que ele retorna a sua cidade, ele procura por seu antigo amor escolar. Eles não se viam há dois anos. Eles estavam namorando há 4 anos. Da Rocha Vieira casou-se com a namorada Graziele de Aquino Alves, no dia 12 de dezembro de 2015. Eles foram morar em Chapecó, onde a equipe da Chapecoense estava localizada (Fonte YouTube: Equipe do Gugu mostra nascimento do filho de jogador que morreu no avião da Chapecoense).
Uma semana antes do acidente, Tiaguinho descobriu que ele seria pai. Seus companheiros de equipe ajudaram sua esposa a entregar a mensagem de que ela estava prenhe e filmaram o momento. Sua reação foi gritar de felicidade, abraçar seus companheiros de equipe e fazer movimentos de embalar como se estivesse segurando um bebê. De acordo com sua prima Gilmara Marins, ele sempre quis ser um jovem pai.
O filho de Tiaguinho nasceu no dia 19 de julho de 2017. 

## Morte
Tiaguinho foi uma das vítimas fatais do voo 2933 da LaMia, que levava a equipe da Chapecoense a Medellín, na Colômbia, onde iria disputar a final da Copa Sul-Americana de 2016. Além de Tiago, morreram jogadores, dirigentes, jornalistas e também tripulantes da aeronave.
O atacante tornou-se símbolo da tragédia após a divulgação de um vídeo feito pelos companheiros de clube onde recebe a notícia que será pai pela primeira vez, uma semana antes de falecer.
Tiaguinho foi o último jogador do time da Chapecoense a marcar um gol pelo time. Tiaguinho marcou o segundo gol na vitória da Chape por 2–0 sobre o São Paulo.

## Títulos
Chapecoense
- Copa Sul-Americana: 2016[7]